# Rally de Andalucía
El Rally de Andalucía es un rally raid que se disputa en la región de Andalucía, España, desde 2020. El evento forma parte del World Rally-Raid Championship desde 2022.
El rally está organizado por ASO y la empresa ODC, representada por el piloto de rally David Castera, y se promociona junto con el Rally de Marruecos como un shakedown para el Rally Dakar. Suele tener lugar en junio, aunque la edición de 2022 se trasladó a octubre debido a una ola de calor en la región.

## Palmarés

### Coches
| Año  | Edición                | Piloto            | Copiloto       | Vehículo        | Series |
| ---- | ---------------------- | ----------------- | -------------- | --------------- | ------ |
| 2020 | 1.º Rally de Andalucía | Nasser Al-Attiyah | Mathieu Baumel | Toyota Hilux    |        |
| 2021 | 2.º Rally de Andalucía | Nasser Al-Attiyah | Mathieu Baumel | Toyota Hilux    | Copa   |
| 2022 | 3.º Rally de Andalucía | Sébastien Loeb    | Fabian Lurquin | Prodrive Hunter | W2RC   |

### T3 y T4
| Año  | Edición                | Piloto T3           | Copiloto T3          | Vehículo       | Piloto T4    | Copiloto T4   | Vehículo | Series |
| ---- | ---------------------- | ------------------- | -------------------- | -------------- | ------------ | ------------- | -------- | ------ |
| 2020 | 1.º Rally de Andalucía | Mitchell Guthrie    | Ola Fløene           | Buggy          | Aron Domżała | Maciej Marton | Can-Am   | -      |
| 2021 | 2.º Rally de Andalucía | No realizado        | Martin van den Brink | Lisette Bakker | Can-Am       | -             |          |        |
| 2022 | 3.º Rally de Andalucía | Guillaume De Mévius | François Cazalet     | OT3            | Pau Navarro  | Michael Metge | Can-Am   | W2RC   |

### Motos y Quads
| Año  | Edición                | Piloto Motos       | Vehículo | Piloto Quads     | Vehículo | Series |
| ---- | ---------------------- | ------------------ | -------- | ---------------- | -------- | ------ |
| 2020 | 1.º Rally de Andalucía | Kevin Benavides    | Honda    | Jean Connart     | Yamaha   | -      |
| 2021 | 2.º Rally de Andalucía | Joan Barreda Bort  | Honda    | Sebastien Souday | Yamaha   | -      |
| 2022 | 3.º Rally de Andalucía | Adrien Van Beveren | Honda    | Alexandre Giroud | Yamaha   | W2RC   |